# Sensale
Il sensale è un mediatore in affari e contratti di vario tipo; fungeva da intermediario tra venditore e acquirente, nell'avvio, definizione e stipulazione di accordi, transazioni e contratti, specializzato in particolare nel settore dell'agricoltura e dell'allevamento.

## Storia
Il sensale era già conosciuto dai persiani e dagli arabi dove rispettivamente
era denominato “sapsar” e “simsar”, mentre nell'antica Grecia la figura del sensale era conosciuta con il termine proxenètes, dal quale trae origine la parola “proxenèta”, utilizzata sia in epoca romana che nel periodo medievale.
L'etimologia del termine (dall'arabo "simsar") è da collocarsi presumibilmente tra il 600 e l'800 d.C., periodo in cui l'Italia meridionale veniva conquistata dagli arabi.
Inizialmente la sua funzione consisteva nel mettere in contatto persone del luogo per soddisfare esigenze anche diverse da quelle di carattere commerciale, mentre successivamente, nell'antica Roma, il “proxenèta” assunse la figura di “intermediario di matrimoni” e di “conciliatore di dissidi familiari”. Solo successivamente, grazie allo sviluppo dell'impero romano, la sua figura assunse la più importante funzione di “mediatore in affari commerciali”.
Già ai tempi dei Romani la figura del proxenèta era giuridicamente conosciuta e codificata: a testimoniarlo è il Corpus Iuris
Civilis o Corpus Iuris Iustinianeum.
Dovranno trascorrere circa settecento anni, però, per trovare con la nascita dei Comuni nuovi riferimenti giuridici relativi alla figura e alle attività del sensale, la cui opera, grazie al rapido incremento dei commerci,
divenne utile ad agevolare le contrattazioni assumendo in molti casi la
funzione di pubblico ufficiale.
In quel periodo, infatti, insieme alle attività commerciali si svilupparono anche quelle ausiliarie del commercio, come appunto quella del sensale che, come tutti gli aspetti della vita comunale, inizia ad essere puntualmente regolata dalle norme degli Statuti delle corporazioni e civici.
La Deputazione della Grascia intorno al 1570 ebbe competenze su pesi e misure e qualità dei generi, tramite poteri ispettivi e marcatura di bollo sulle manifatture di candele, saponi, pelli. Pio VII estese la competenza a qualsiasi genere alimentare e commestibile, attribuendole il potere di esazione fiscale e di irrorare sanzioni pecuniarie, con l'obbligo di raccogliere e inoltrare le denunce ai superiori gerarchici. Essa fu parzialmente ispirata all'autorità del prefetto dell'annona dell'antica Roma.  
Con motu proprio "L'olio oggetto" del 21 giugno 1826, papa Leone XII interveniva nei confronti di abusivi misuratori e sensali di olio nella Capitale, definiti "frodatori e monopolisti" i quali "senza alcuna autorizzazione del Governo, e che impunemente fanno monopolio delle contrattazioni, abusano delle misure, adulterano talora il genere con acque di vegetabili e con grassi, e con vessazioni continue hanno indispettito gli animi di vari benemeriti proprietari riproduttori, nonché dei laboriosi conduttori di quel necessario prodotto".  

### Sensale di matrimonio
Una figura specifica è quella del sensale di matrimonio, detto in piemontese "bacialè"
L'usanza è sopravvissuta in Occidente e anche in Italia almeno fino agli anni 1960. Secondo il quotidiano "La Stampa", nel 2018 è mancato l'ultimo sensale della provincia di Cuneo all'età di 93 anni. L'attività viene recuperata dalla moderna agenzia matrimoniale, con la differenza che solitamente sono gli sposi stessi e non le famiglie a rivolgersi a loro.

## Legislazione nel mondo

### Italia
Il 1º gennaio 1866 entró in vigore il codice di commercio italiano del 1865 secondo cui legislazione i sensali divennero “mediatori” e vennero distinti in due categorie: quelli pubblici, i quali erano muniti di mandato, e i “mediatori in altre specie di mediazione”, ovvero i sensali di merci, di assicurazione, per noleggio navi e quelli per trasporto per terra e acqua.
La legge del 20 marzo 1913, n. 272 sancì che la professione di mediatore fosse libera e senza necessità di iscrizione ai Ruoli della Camera di
Commercio, eccezion fatta per gli agenti di cambio e coloro che svolgevano incarichi pubblici. Nel 1958 venne invece reintrodotto l'obbligo dell'iscrizione al ruolo della camera di commercio: agli iscritti per la prima volta venne attribuita la qualifica di “agenti di affari in mediazione”.